# Wolfgang Rudzio
Wolfgang Rudzio (* 29. März 1935 in Insterburg; † 3. Februar 2024) war ein deutscher Politikwissenschaftler und Professor an der Carl von Ossietzky Universität Oldenburg.

## Leben
Nach der Schulzeit in Hannover studierte Rudzio Mathematik und Geschichte an der Johann Wolfgang Goethe-Universität in Frankfurt am Main und machte dort sein Staatsexamen. Nach Promotion (1967) und Habilitation war er dort 1972/73 Professor für Politikwissenschaft und anschließend bis zu seiner Emeritierung in Oldenburg 2000 Professor für politische Soziologie. 
Rudzios Forschungsschwerpunkte waren politische Parteien und Praxis von Koalitionsregierungen. Sein Buch Das politische System der Bundesrepublik Deutschland von 1983 wurde zu einem Standardwerk.
Rudzio verstarb am 3. Februar 2024.

## Politik
Rudzio trat Ende 1956 in den SDS ein und war im Wintersemester 1958/59 dessen Frankfurter Vorsitzender. Nach dem Unvereinbarkeitsbeschluss 1961 verließ er den SDS. 1957 trat er der SPD bei. Dort gehörte er zunächst zum linken Flügel, von dem er sich aber unter Eindruck der Studentenbewegung und Stamokap-Diskussionen bei den Jusos mit der Zeit abwandte. Er engagierte sich in der Folge innerhalb der SPD für eine stärkere Abgrenzung von linken Gruppierungen, insbesondere der DKP. Dieses Engagement verfolgte er auch mit einem Forschungsprojekt zur Zusammenarbeit von Demokraten und Kommunisten, das als Drittmittelprojekt von der Abteilung „Innere Sicherheit“ des Bundesinnenministeriums gefördert wurde. Das Ergebnis war das 1988 erschienene Buch Die Erosion der Abgrenzung.
Er verließ 1989 die SPD u. a. aufgrund dieser von ihm wahrgenommenen mangelnden Abgrenzung zu Kommunisten und deren kritischer Haltung zum NATO-Doppelbeschluss. Im Zuge der CDU-Spendenaffäre trat er zur Unterstützung der CDU in diese ein, nachdem er zuvor bereits an Veranstaltungen der Hanns-Seidel-Stiftung und Konrad-Adenauer-Stiftung teilgenommen hatte. Im September 2015 trat er aufgrund der von ihm abgelehnten Energiewende, Europa- und Flüchtlingspolitik der CDU wieder aus dieser aus.

## Werke (Auswahl)
- Die Neuordnung des Kommunalwesens in der britischen Zone. Zur Demokratisierung und Dezentralisierung der politischen Struktur. Eine britische Reform und ihr Ausgang (= Quellen und Darstellungen zur Zeitgeschichte. Bd. 17, ISSN 0481-3545). Deutsche Verlags-Anstalt, Stuttgart 1968, (zugleich: Frankfurt am Main, Universität, Dissertation, 1967).
- Die organisierte Demokratie, Parteien und Verbände in der Bundesrepublik (= Studienreihe Politik. Bd. 4). Metzler Verlagsbuchhandlung, Stuttgart 1977, ISBN 3-476-20089-2.
- Die Erosion der Abgrenzung. Zum Verhältnis zwischen der demokratischen Linken und Kommunisten in der Bundesrepublik Deutschland. Westdeutscher Verlag, Opladen 1988, ISBN 3-531-12045-X.
- Informelles Regieren. Zum Koalitionsmanagement in deutschen und österreichischen Regierungen. VS – Verlag für Sozialwissenschaften, Wiesbaden 2005, ISBN 3-531-14784-6.
- Das politische System der Bundesrepublik Deutschland.  10., aktualisierte und erw. Aufl., Springer VS, Wiesbaden 2019 (1983), ISBN 978-3-658-22723-4.
- Im Schatten der Politik. Ein Leben. (Autobiografie), Springer VS, Wiesbaden 2018, ISBN 978-3-658-19584-7.